# Elisabeth-Sophien-Koog
Elisabeth-Sophien-Koog è un comune di 46 abitanti dello Schleswig-Holstein, in Germania.
Appartiene al circondario (Kreis) della Frisia Settentrionale (targa NF) ed è parte della comunità amministrativa (Amt) di Nordsee-Treene.